# Slingback

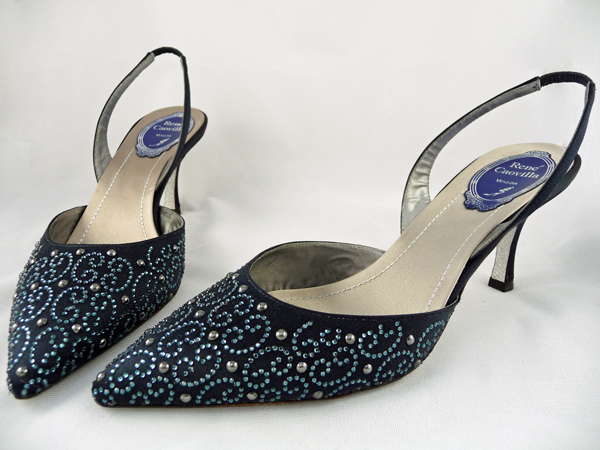
Slingbacks

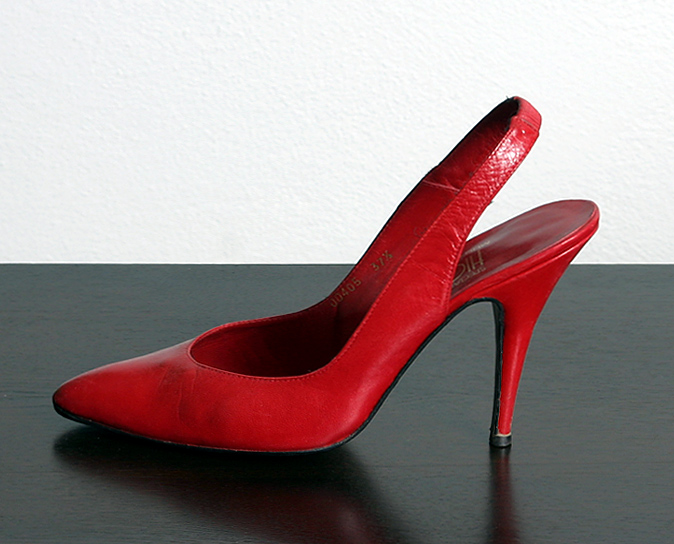
Slingpumps

Een slingback is een damesschoen die wordt gekarakteriseerd door een riempje achter de hiel of enkel. Een slingbackriempje verschilt van een enkelriempje: het laatste gaat helemaal om de enkel heen.
Slingbacks kunnen worden beschouwd als een soort sandaal. Ze zijn er in een ruime variëteit aan stijlen, van casual tot gekleed, met een hakhoogte die varieert van niets tot hoog, waarbij de hak kan variëren van zo dun als een stiletto tot zo dik als een sleehak, en ze kunnen zowel een open als een gesloten neus hebben.
Het riempje van een slingback kan meestal op lengte worden gemaakt met een gesp of een elastiek. Dit stelt de draagster in staat haar voet gemakkelijk in de sandaal te steken zonder dat zij de gesp of riem met de hand hoeft aan te passen, terwijl haar voet in de sandaal redelijk op zijn plaats wordt gehouden. De gesp kan van metaal, plastic of soms zelfs van steen zijn.
Slingpumps hebben nooit een gesp maar zijn altijd van achteren gesloten.